# Sydney Metro
Die Sydney Metro ist ein U-Bahn-System in der australischen Metropole Sydney. Sie stellt das erste vollwertige U-Bahn-Netz in Australien und Ozeanien dar. Die erste Linie, Metro North West Line, wurde am 26. Mai 2019 eröffnet und entlastet das bestehende Vorortbahnnetz der Sydney Trains. Die Baukosten liegen geschätzt bei 8,3 Milliarden australischen Dollar (etwa 5,2 Milliarden Euro). Am 19. August 2024 wurde eine Verlängerung der Strecke durch die Innenstadt eröffnet, zukünftig soll die Strecke auf einer umfunktionierten Vorortbahnstrecke weiter bis in südwestliche Gegenden verkehren. Zwei weitere Linien befinden sich in Planung.

## Geschichte
Bereits in den Jahren 2001 und 2008 gab es umfangreiche Planungen für U-Bahn-Strecken unabhängig vom bestehenden Vorortbahnnetz, das in die Jahre gekommen und sehr stauanfällig und langsam ist.
2012 wurde vom Kabinett von New South Wales der „NSW Transport Masterplan“ verabschiedet, der den sog. „Northwest Rail Link“ und eine zweite Querung des Sydney Harbours beinhaltete. Es wurde kritisiert, dass die Kapazität der Eindeckerzüge zu klein und die freiwillige Inkompatibilität mit dem bestehenden Netz unsinnig sei. Dennoch begannen Ende 2013 die Bauarbeiten für das Projekt, das seit Juni 2015 offiziell als „Sydney Metro“ bezeichnet wird. Die Baukosten werden aus dem Erlös des Verkaufs von Elektrizitätsinfrastruktur bezahlt.
2014 wurde von der Regierung des Bundesstaates New South Wales bekanntgegeben, dass das Konsortium Northwest Rapid Transit (MTR Corporation (60 %), John Holland Group, einem Unternehmen der China Communications Construction Company (20 %) und UGL Rail (20 %)) die U-Bahn als Metro Trains Sydney Pty Ltd. betreiben wird.
Der erste Abschnitt, Sydney Metro Northwest, eröffnete am 26. Mai 2019. Am 19. August 2024 wurde mit dem innerstädtischen Abschnitt der City & South West Line ein weiterer Abschnitt eröffnet, mit der Eröffnung erhielt die Linie die Bezeichnung M1.
| Jahr | Fahrgastzahlen | Quelle | Bemerkung               |
| ---- | -------------- | ------ | ----------------------- |
| 2019 | 14,2 Mio.      | [ 10 ] | ab Eröffnung 26.05.2019 |
| 2020 | 12,9 Mio.      | [ 10 ] |                         |
| 2021 | 11,4 Mio.      | [ 10 ] |                         |
| 2022 | 14,7 Mio.      | [ 10 ] | ohne Dezember           |

## Strecke
| U-Bahnhof Hills Showground |                      |                                             |                                             |
| Streckenlänge: | 66 km                |                                             |                                             |
| Spurweite: | 1435 mm (Normalspur) |                                             |                                             |
| Stromsystem: | Oberleitung =        |                                             |                                             |
| |                      |                                             |                                             |
| \| \| \| Tallawong \| \| \| \| \| Rouse Hill \| \| \| \| \| Kellyville \| \| \| \| \| Bella Vista \| \| \| \| \| \| \| \| \| \| Norwest \| \| \| \| \| Hills Showground \| \| \| \| \| Castle Hill \| \| \| \| \| Cherrybrook \| \| \| \| \| nach Hornsby \| \| \| \| \| \| \| \| \| \| \| \| \| \| \| Epping \| \| \| \| \| nach Strathfield und Sydney Central \| \| \| \| \| Macquarie University \| \| \| \| \| Macquarie Park \| \| \| \| \| North Ryde \| \| \| \| \| \| \| \| \| \| \| \| \| \| \| nach Hornsby \| \| \| \| \| \| \| \| \| \| Chatswood \| \| \| \| \| zur Innenstadt \| \| \| \| \| Crow’s Nest \| \| \| \| \| Victoria Cross \| \| \| \| \| Sydney Harbour \| \| \| \| \| Barangaroo \| \| \| \| \| Martin Place \| \| \| \| \| Pitt Street \| \| \| \| \| Central \| \| \| \| \| Waterloo \| \| \| \| \| \| \| \| \| \| nach Sydney Central Station und Innenstadt \| \| \| \| \| Sydenham \| \| \| \| \| nach Hurstville, Sutherland und Glenfield \| \| \| \| \| Marrickville \| \| \| \| \| Dulwich Hill \| \| \| \| \| Hurlstone Park \| \| \| \| \| Canterbury \| \| \| \| \| Belmore \| \| \| \| \| Campsie \| \| \| \| \| Lakemba \| \| \| \| \| Wiley Park soll nicht Teil der Metro werden \| \| \| \| \| Punchbowl \| \| \| \| \| Bankstown \| \| \| \| \| weiter nach Birrong, Liverpool und Lidcombe \| \| |                      |                                             |                                             |
| U-Bahn-Kopfbahnhof Streckenanfang |                      | Tallawong                                   | Tallawong                                   |
| U-Bahn-Haltepunkt / Haltestelle Anfang Hochstrecke |                      | Rouse Hill                                  | Rouse Hill                                  |
| U-Bahn-Haltepunkt / Haltestelle Ende Hochstrecke |                      | Kellyville                                  | Kellyville                                  |
| |                      | Bella Vista                                 |                                             |
| |                      |                                             |                                             |
| U-Bahn-Haltepunkt / Haltestelle (im Tunnel) |                      | Norwest                                     | Norwest                                     |
| U-Bahn-Haltepunkt / Haltestelle (im Tunnel) |                      | Hills Showground                            | Hills Showground                            |
| U-Bahn-Haltepunkt / Haltestelle (im Tunnel) |                      | Castle Hill                                 | Castle Hill                                 |
| U-Bahn-Haltepunkt / Haltestelle Streckenende und Streckenanfang (im Tunnel) |                      | Cherrybrook                                 | Cherrybrook                                 |
| Strecke von links · U-Bahn-Kreuzung (im Tunnel) · Abzweig quer und ehemals von links |                      | nach Hornsby                                | nach Hornsby                                |
| Strecke · U-Bahn-Strecke (im Tunnel) · Tunnelanfang (Strecke außer Betrieb) |                      |                                             |                                             |
| Strecke · U-Bahn-Abzweig geradeaus und von links (im Tunnel) · Strecke nach rechts (außer Betrieb) (im Tunnel) |                      |                                             |                                             |
| Bahnhof · U-Bahn-Bahnhof (im Tunnel) |                      | Epping                                      | Epping                                      |
| Strecke nach rechts · U-Bahn-Strecke (im Tunnel) |                      | nach Strathfield und Sydney Central         | nach Strathfield und Sydney Central         |
| U-Bahn-Haltepunkt / Haltestelle (im Tunnel) |                      | Macquarie University                        | Macquarie University                        |
| U-Bahn-Haltepunkt / Haltestelle (im Tunnel) |                      | Macquarie Park                              | Macquarie Park                              |
| U-Bahn-Haltepunkt / Haltestelle (im Tunnel) |                      | North Ryde                                  | North Ryde                                  |
| Strecke von links (außer Betrieb) (im Tunnel) · U-Bahn-Abzweig geradeaus und nach rechts (im Tunnel) |                      |                                             |                                             |
| Tunnelende (Strecke außer Betrieb) · U-Bahn-Strecke (im Tunnel) |                      |                                             |                                             |
| Abzweig ehemals geradeaus und von links · U-Bahn-Kreuzung (im Tunnel) · Strecke quer |                      | nach Hornsby                                | nach Hornsby                                |
| Strecke · U-Bahn-Tunnelende |                      |                                             |                                             |
| Bahnhof · U-Bahn-Kopfbahnhof Strecke ab hier außer Betrieb |                      | Chatswood                                   | Chatswood                                   |
| Strecke nach rechts · U-Bahn-Tunnelanfang (Strecke außer Betrieb) |                      | zur Innenstadt                              | zur Innenstadt                              |
| U-Bahn-Haltepunkt / Haltestelle (Strecke außer Betrieb) (im Tunnel) |                      | Crow’s Nest                                 | Crow’s Nest                                 |
| U-Bahn-Haltepunkt / Haltestelle (Strecke außer Betrieb) (im Tunnel) |                      | Victoria Cross                              | Victoria Cross                              |
| U-Bahn-Strecke unter Wasserlauf (Strecke außer Betrieb) (im Tunnel) |                      | Sydney Harbour                              | Sydney Harbour                              |
| U-Bahn-Haltepunkt / Haltestelle (Strecke außer Betrieb) (im Tunnel) |                      | Barangaroo                                  | Barangaroo                                  |
| U-Bahn-Bahnhof (Strecke außer Betrieb) (im Tunnel) |                      | Martin Place                                | Martin Place                                |
| U-Bahn-Haltepunkt / Haltestelle (Strecke außer Betrieb) (im Tunnel) |                      | Pitt Street                                 | Pitt Street                                 |
| U-Bahn-Bahnhof (Strecke außer Betrieb) (im Tunnel) |                      | Central                                     | Central                                     |
| U-Bahn-Haltepunkt / Haltestelle (Strecke außer Betrieb) (im Tunnel) |                      | Waterloo                                    | Waterloo                                    |
| U-Bahn-Tunnelende (Strecke außer Betrieb) |                      |                                             |                                             |
| U-Bahn-Abzweig mit Eisenbahn ehemals geradeaus und von links |                      | nach Sydney Central Station und Innenstadt  | nach Sydney Central Station und Innenstadt  |
| Bahnhof |                      | Sydenham                                    | Sydenham                                    |
| Abzweig geradeaus und nach links |                      | nach Hurstville, Sutherland und Glenfield   | nach Hurstville, Sutherland und Glenfield   |
| Haltepunkt / Haltestelle |                      | Marrickville                                | Marrickville                                |
| Haltepunkt / Haltestelle |                      | Dulwich Hill                                | Dulwich Hill                                |
| Haltepunkt / Haltestelle |                      | Hurlstone Park                              | Hurlstone Park                              |
| Haltepunkt / Haltestelle |                      | Canterbury                                  | Canterbury                                  |
| Haltepunkt / Haltestelle |                      | Belmore                                     | Belmore                                     |
| Haltepunkt / Haltestelle |                      | Campsie                                     | Campsie                                     |
| Haltepunkt / Haltestelle |                      | Lakemba                                     | Lakemba                                     |
| ehemaliger Haltepunkt / Haltestelle |                      | Wiley Park soll nicht Teil der Metro werden | Wiley Park soll nicht Teil der Metro werden |
| Haltepunkt / Haltestelle |                      | Punchbowl                                   | Punchbowl                                   |
| Bahnhof |                      | Bankstown                                   | Bankstown                                   |
| Strecke |                      | weiter nach Birrong, Liverpool und Lidcombe | weiter nach Birrong, Liverpool und Lidcombe |

### North West Line
Der erste Abschnitt verbindet Vororte im Nordwesten mit Chatswood. Zwischen Cudgegong Road im Stadtteil Rouse Hill und Epping entstanden acht neue Bahnhöfe auf einer 23 km langen Strecke. Zwischen Epping und Chatswood wurde die 2009 eröffnete Vorortbahnstrecke mit weiteren fünf Stationen zur U-Bahn umgebaut. Der Betrieb der Vorortbahn, die täglich von etwa 20.000 Pendlern genutzt wurde, wurde am 30. September 2018 eingestellt, bis zur Wiedereröffnung verkehrten mehr als 100 Ersatzbusse unter dem Namen „Station Link“. Dieser Abschnitt, dessen Bau Ende 2013 begann, wurde am 26. Mai 2019 eröffnet.
Am oberirdischen Endbahnhof Chatswood kann zwischen den Zügen der Metro und der Vorortbahn quer über die beiden Bahnsteige umgestiegen werden. Auch die Stationen Cherrybrook sowie der Westabschnitt Bella Vista–Tallawong mit sämtlichen Stationen liegen über der Erde.

### City & South West Line
Dieser Abschnitt verläuft über 30 Kilometer weiter durch eine völlig neue Tunnelstrecke unter dem Sydney Harbour und der Innenstadt (CBD – „Central Business District“) u. a. mit Halt am Martin Place und an der Sydney Central Station bis Sydenham. Von Sydenham bis Bankstown wird, wie im Nord-Westen auch, die Vorortbahnlinie zur U-Bahn umgebaut. Schätzungen zufolge sollen dann auf dieser Strecke 100.000 Pendler mehr befördert werden können. Dieser Abschnitt sollte ca. 10–11 Milliarden Dollar kosten, wobei nach Baubeginn 2017 eine Eröffnung im Jahr 2024 vorgesehen war. Die Inbetriebnahme des Streckenabschnitts zwischen Chatswood und Sydenham erfolgte am 19. August 2024, die Inbetriebnahme des weitergehenden Streckenabschnitts soll in Zukunft erfolgen. Die Baukosten für den Abschnitt betrugen 21,6 Milliarden Dollar.

### West Line
Dieser Abschnitt befindet sich seit 2016 in Planung. Im Moment finden Untersuchungen statt, welche den optimalen Verlauf bestimmen sollen. Die West Line soll den CBD Paramatta mit dem CBD Sydney verbinden und Stationen in Westmead, CBD Paramatta, Sydney Olympic Parc, Bays Precinct und im CBD Sydney haben. Diese Linie soll die Linie T1 der Sydney Trains entlasten. Im Juni 2018 wurde das Projekt mit drei Milliarden australischen Dollar (etwa 1,9 Milliarden Euro) zur Finanzierung durch die Regierung des Bundesstaates New South Wales genehmigt.

### Western Sydney Airport Line
Mit der Western Sydney Airport Line befindet sich eine 23 Kilometer lange Nord-Süd-Strecke in Planung, die den Vorort St Marys im Westen von Sydney, den derzeit im Bau befindlichen Western Sydney Airport und Aerotropolis miteinander verbinden soll. Mit der Realisierung der Strecke wurde im Dezember 2022 Siemens beauftragt.

### Weitere Strecken
Neben diesen drei festen Strecken gibt es Vorschläge, ab Sydenham bis Hurstville zwei der vier Gleise der Illawara-Vorortbahnstrecke für den U-Bahn-Betrieb umzubauen. Zudem könnten die Reste der Bankstown Line bis Lidcombe und Liverpool, die nach Inbetriebnahme des City & Southwest-Abschnittes noch von traditionellen Vorortbahnzüge befahren werden, ebenfalls zur U-Bahn erweitert werden.

## Fahrzeuge
22 Fahrzeuge des Typs Alstom Metropolis des französischen Herstellers Alstom mit je sechs Wagen verkehren auf der North West Line. Für die Weiterführung durch die Innenstadt nach Südwesten werden weitere 23 Züge ausgeliefert. Alle Züge können bei Bedarf auf acht Wagen verlängert werden. Im Gegensatz zu den bestehenden Vorortzügen im Raum Sydney sind diese Züge keine Doppelstockzüge. Ein Zug hat ca. 380 Sitzplätze und transportiert mit Stehplätzen ca. 1100 Fahrgäste. Die Fahrzeuge wurden in Sri City nahe von Chennai im indischen Bundesstaat Andhra Pradesh gebaut und trafen ab 2017 in Sydney ein, ab Februar 2018 standen sie im Testbetrieb und im Januar 2019 befuhr ein Zug erstmals die gesamte Strecke von Tallawong bis Chatswood.
Für die Western Sydney Airport Line sind zwölf dreiteilige Fahrzeuge von Siemens vorgesehen.
Während auf der North West Line und der City & South West Line als Stromsystem 1500 V Gleichstrom verwendet wird, ist für die West Line und die Western Sydney Airport Line eine Elektrifizierung mit 25 kV Wechselstrom angedacht, zusätzlich ist für die Western Sydney Airport Line ein größeres Lichtraumprofil als auf den anderen Strecken vorgesehen.

## Galerie

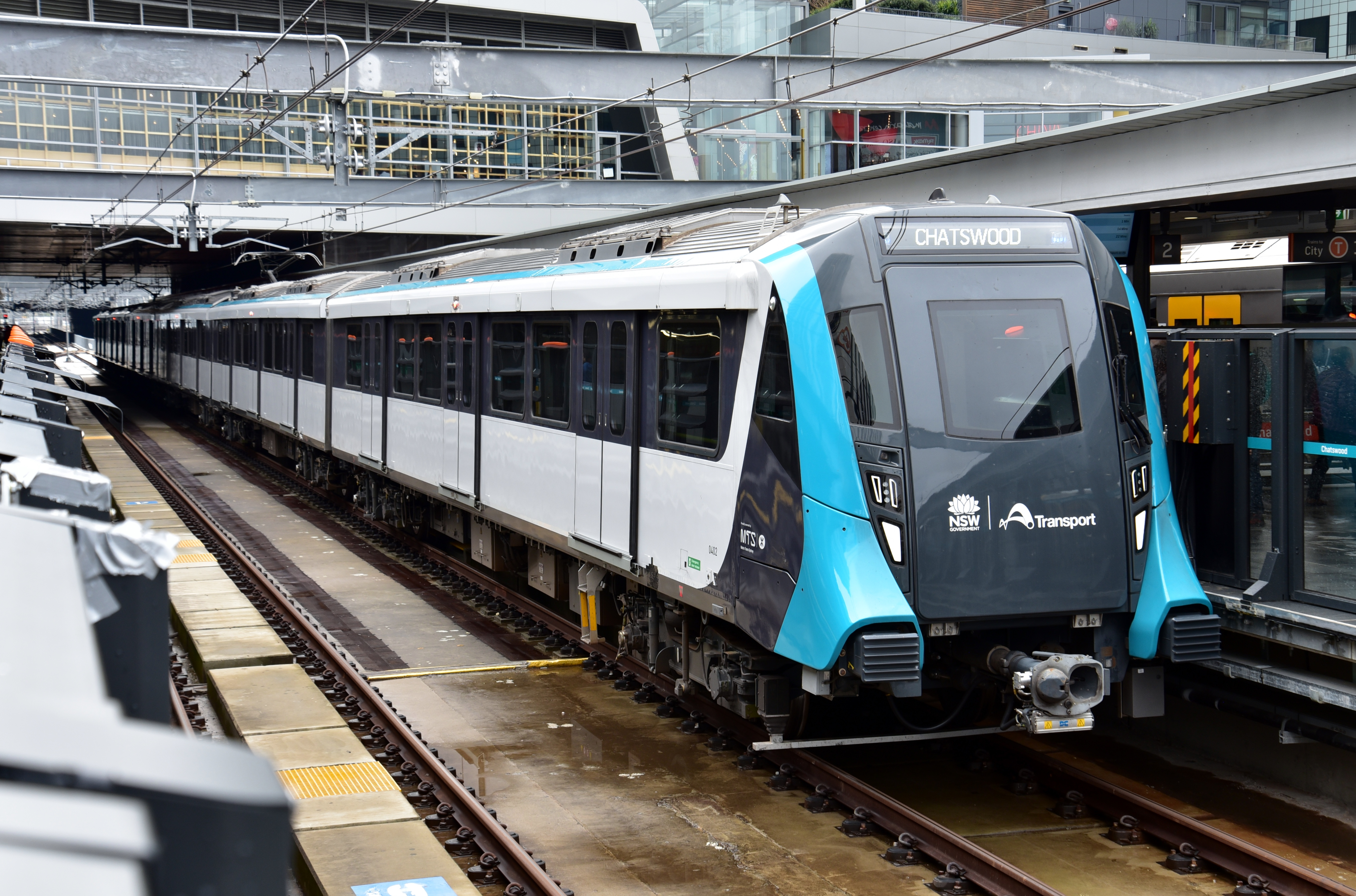
Metrozug im Bahnhof Chatswood
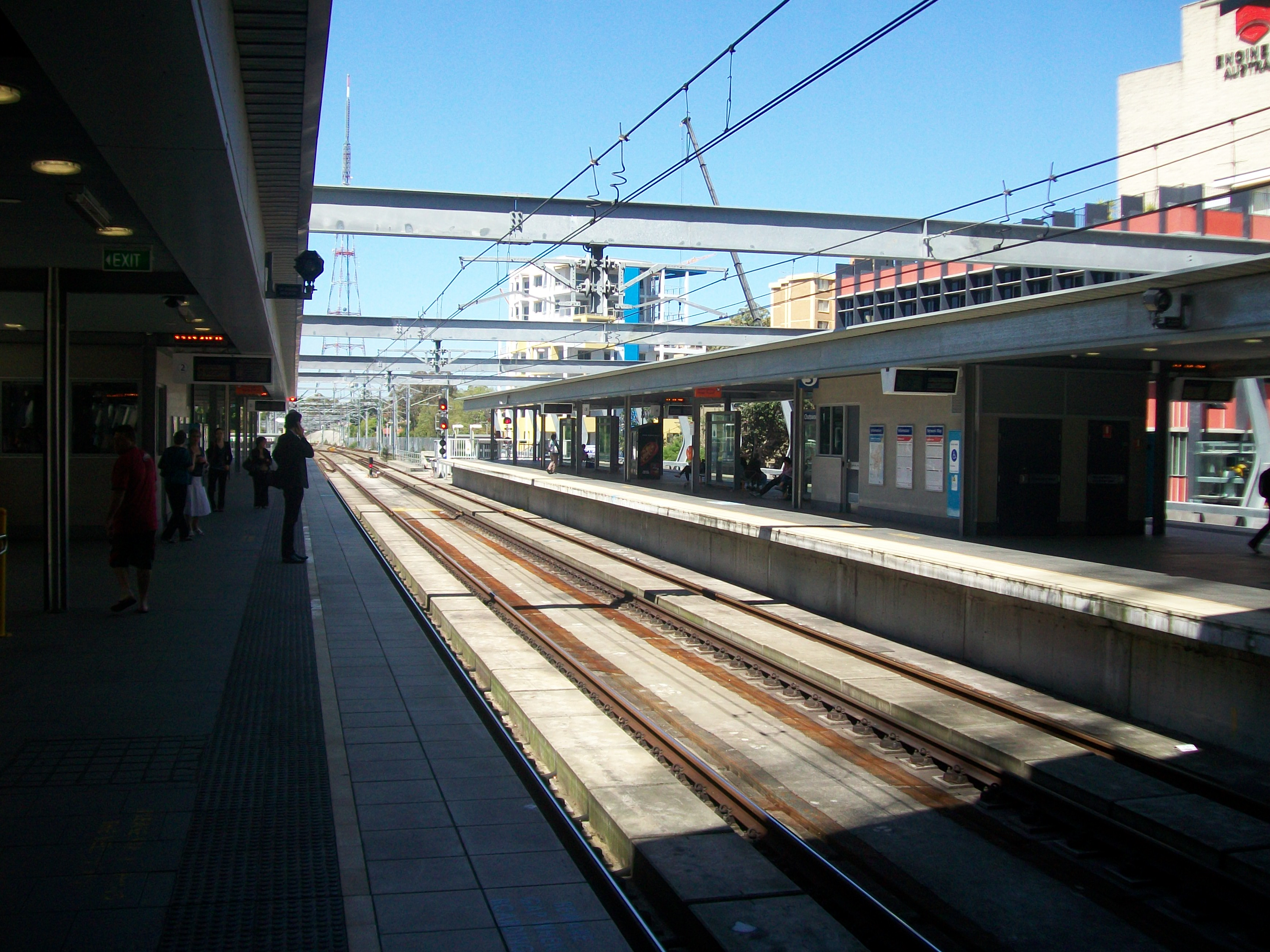
Metrogleise im Umsteigebahnhof Chatswood
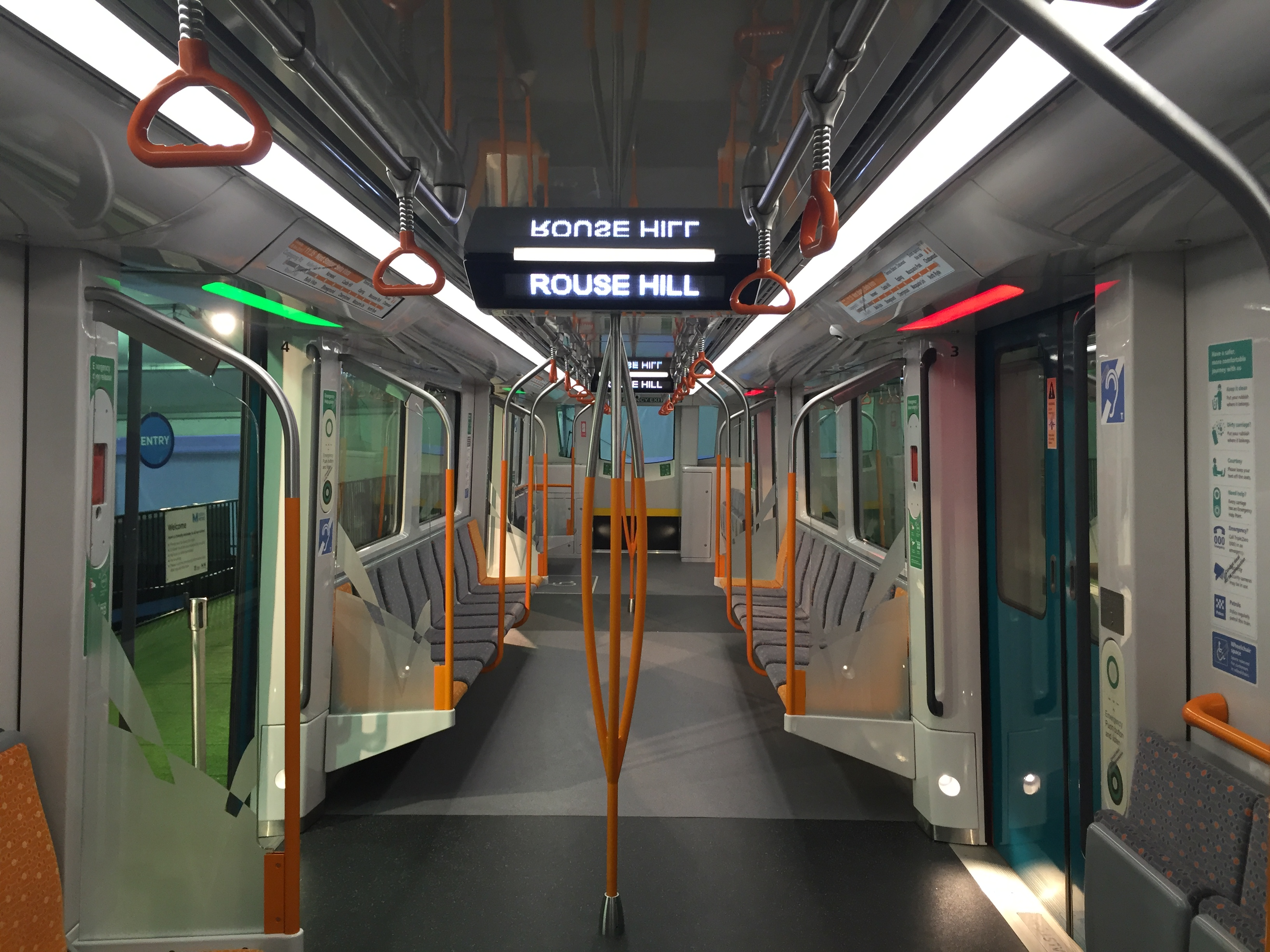
Innenraum eines Metrozugs